# ضيون أوروبي
الضَّيْوَن الأوروبي أو القط البري الأوروبي (الاسم العلمي: Felis silvestris)، هو نوع من القطط البرية (الضَّيَاوِن) المنتشرة في قارة أوروبا.

## وصف
الضيون الأوروبي أكبر من الضيون الإفريقي والقط الأليف. ويمكن تمييزه من خلال فروه السميك وحجمه. يبلغ طوله حوالي 60 سم ويزن 4.5 كيلوغرام في المتوسط وطول ذيله 32 سم.

## الغذاء
يصطاد الضيون الأوروبي الثدييات الصغيرة منها: الفئران، فئران الحقل والأرانب الصغيرة، ولكن أيضا الطيور.